# Stora Hästskäret, Larsmo
Stora Hästskäret är en ö i Finland. Den ligger i Bottenviken och i kommunen Larsmo i den ekonomiska regionen  Jakobstadsregionen i landskapet Österbotten, i den nordvästra delen av landet. Ön ligger omkring 93 kilometer nordöst om Vasa och omkring 420 kilometer norr om Helsingfors.
Öns area är 12,5 hektar och dess största längd är 0,6 kilometer i sydöst-nordvästlig riktning. I omgivningarna runt Stora Hästskäret växer i huvudsak blandskog.